# Bathyxylophila pusilla
Bathyxylophila pusilla är en snäckart som beskrevs av B.A. Marshall 1988. Bathyxylophila pusilla ingår i släktet Bathyxylophila och familjen Skeneidae. Inga underarter finns listade i Catalogue of Life.